# Джаннелли, Майк
Майк Джанне́лли (англ. Mike Giannelli; род. 1983 или 1984, Статен-Айленд, Нью-Йорк, США) — американский актёр, гаффер и грип. Известен по роли клоуна Арта в фильмах Дэмиена Леоне 2008–2013 годов.

## Кинокарьера
Майк Джаннелли подружился с Дэмиеном Леоне в 2002 году. Придумав концепцию для персонажа клоуна Арта, Леоне предложил Джаннелли сыграть эту роль в короткометражном фильме «Девятый круг», и тот согласился. С тех пор он изобразил Арта в короткометражке «Несущий ужас» и в полнометражном фильме «Канун Дня Всех Святых». Джаннелли активно участвовал в эволюции внешности своего персонажа, помогая Леоне моделировать различные элементы, которые затем использовались в фильмах.
Из-за того, что процесс нанесения и удаления грима требовал значительных временных затрат, а съёмки оказались продолжительными и дискомфортными, Джаннелли решил не участвовать в последующих проектах, в частности, отказался сыграть роль Арта в полнометражном фильме «Ужасающий». Джаннелли отмечал, что съёмки всех картин проходили зимой, и на площадке всегда было холодно, особенно учитывая, что костюм клоуна был довольно тонким и не защищал от низких температур. Кроме того, он не любил «липкую» кровь, сделанную на основе кукурузного сиропа, которая использовалась в сценах, а один раз столкнулся с настоящими свиными органами, которые Леоне хранил в холодильнике целый день для эпизода, где Арт должен был пронзить бензопилой живот девушки. Тем не менее, уход Джаннелли из франшизы не повлиял на его дружбу с Леоне.
Джаннелли является поклонником хоррор-кино и часто посещает различные кинофестивали, связанные с жанром.
Джаннелли не получал каких-либо наград за свои работы, однако его вклад в развитие жанра ужасов был отмечен многими критиками и поклонниками.

## Личная жизнь
Джаннелли предпочитает не делиться информацией о своей жизни вне киноиндустрии. Известно, что у него есть жена Аманда и двое детей.

## Фильмография
Актёр
| Год  |     | Русское название      | Оригинальное название | Роль              |
| ---- | --- | --------------------- | --------------------- | ----------------- |
| 2008 | кор | Девятый круг          | The 9th Circle        | клоун Арт / демон |
| 2011 | кор | Несущий ужас          | Terrifier             | клоун Арт         |
| 2013 | ф   | Канун Дня Всех Святых | All Hallows’ Eve      | клоун Арт / демон |

Гаффер и грип
| Год  | Русское название      | Оригинальное название |
| ---- | --------------------- | --------------------- |
| 2013 | Канун Дня Всех Святых | All Hallows’ Eve      |